# مارتا پیهان-کولشا
مارتا پیهان-کولشا (به انگلیسی: Marta Pihan-Kulesza) ژیمناست زادهٔ ۲۳ ژوئیهٔ ۱۹۸۷ میلادی اهل کشور لهستان است.